# 벨라루스의 공항 목록

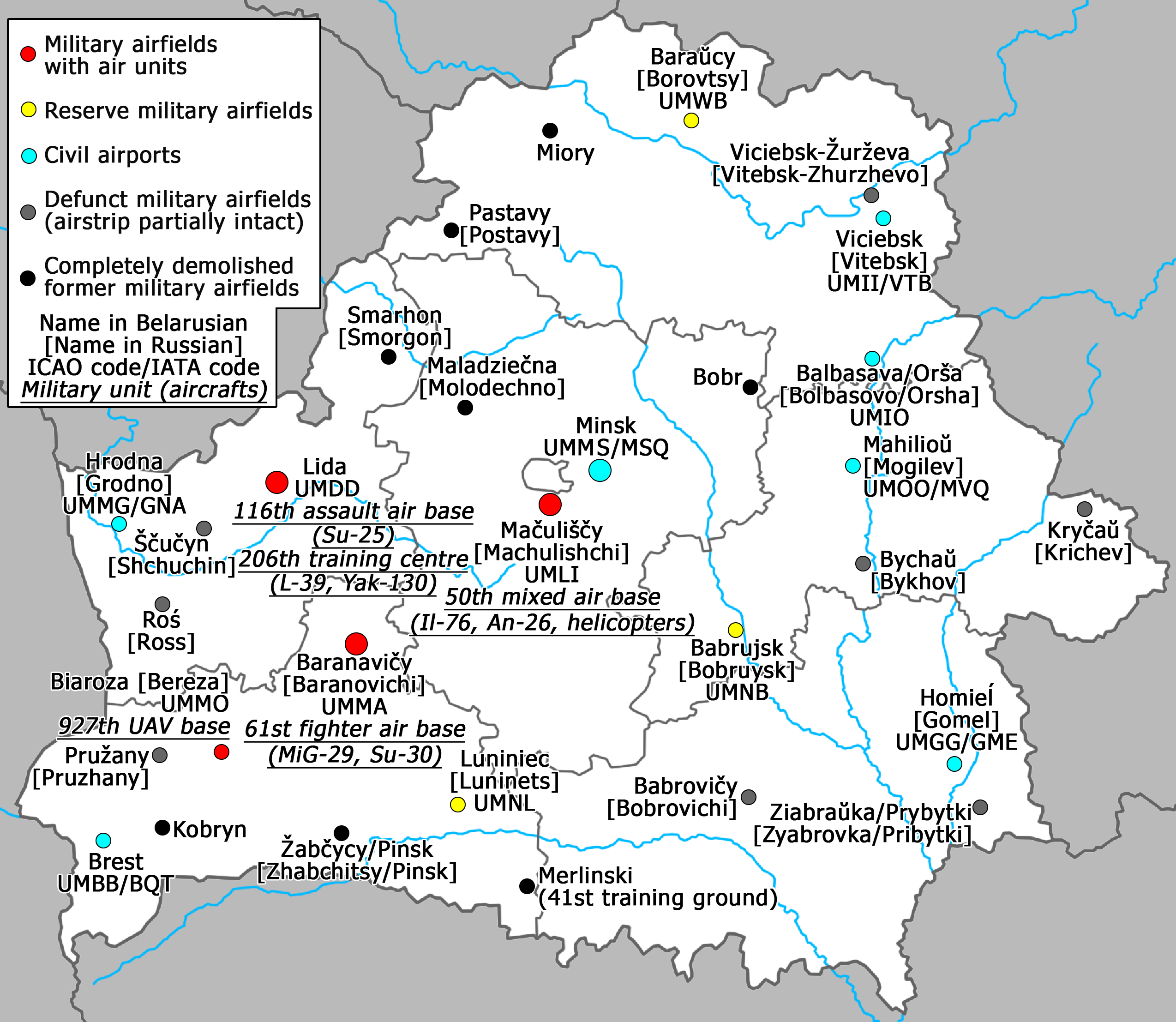

다음은 벨라루스의 공항 목록이다.
| 주          | 도시     | ICAO | IATA | 공항 이름                | 지리 좌표계                                                        |
| 브레스트 주 | 브레스트 | UMBB | BQT  | 브레스트 공항            | 북위 52° 06′ 30″ 동경 023° 53′ 53″ / 북위 52.10833° 동경 23.89806° |
| 호멜 주     | 호멜     | UMGG | GME  | 호멜 공항                | 북위 52° 31′ 37″ 동경 031° 01′ 00″ / 북위 52.52694° 동경 31.01667° |
| 흐로드나 주 | 흐로드나 | UMMG | GNA  | 흐로드나 공항            | 북위 53° 36′ 07″ 동경 024° 03′ 13″ / 북위 53.60194° 동경 24.05361° |
| 민스크 주   | 민스크   | UMMM | MHP  | 민스크-1 공항            | 북위 53° 51′ 52″ 동경 027° 32′ 22″ / 북위 53.86444° 동경 27.53944° |
| 민스크 주   | 민스크   | UMMS | MSQ  | 민스크 국제공항          | 북위 53° 52′ 56″ 동경 028° 01′ 50″ / 북위 53.88222° 동경 28.03056° |
| 마힐료우 주 | 마힐료우 | UMOO | MVQ  | 마힐료우 공항            | 북위 53° 57′ 17″ 동경 030° 05′ 42″ / 북위 53.95472° 동경 30.09500° |
| 비쳅스크 주 | 폴로츠크 |      |      | 폴로츠크 공항            | 북위 55° 24′ 42″ 동경 028° 44′ 54″ / 북위 55.41167° 동경 28.74833° |
| 비쳅스크 주 | 비쳅스크 | UMII | VTB  | 비쳅스크 보스토치니 공항 | 북위 55° 07′ 35″ 동경 030° 20′ 58″ / 북위 55.12639° 동경 30.34944° |

## 같이 보기
- 벨라루스 공군
- ICAO 공항 코드 목록: U